# Station Radocza
Station Radocza is een spoorwegstation in de Poolse plaats Radocza.